# Hindrik Wiekens
Hindrik Wiekens (Onstwedde, 4 juni 1903 - Buchenwald, 22 april 1942) was een Nederlandse losarbeider (is zonder vast dienstverband) en verzetsstrijder.

## Biografie
Wiekens was een zoon van de arbeider Sietze Wiekens en Eneke Ossel. Hij was gehuwd met Martha Drenth.
Wiekens was losarbeider en woonde in Oude Pekela. Hij was lid van de CPN. Hij verrichtte verzetshandelingen door het verspreiden van de krant Het Noorderlicht. Op 7 maart 1941 werd hij door de SD gearresteerd en gevangengezet te Scheveningen. Enige tijd later werd hij overgebracht naar het concentratiekamp Buchenwald waar hij op 22 april 1942 overleed. Na zijn arrestatie heeft zijn echtgenote de verspreiding van Het Noorderlicht voortgezet. Ook zij werd gearresteerd en eveneens gevangengezet in Scheveningen.